# Estudiantes por Admisiones Justas contra Harvard
Students for Fair Admissions v. Harvard, 600 US 181 (2023), es una sentencia  del Tribunal Supremo de los Estados Unidos en la que el tribunal sostuvo que los programas de discriminación positiva (también conocida como acción afirmativa) basados en la raza en los procesos de admisión a las universidades (excepto las academias militares ) violan la Cláusula de Igual Protección de la Decimocuarta Enmienda, por lo tanto son inconstitucionales .  Con su caso complementario, Students for Fair Admissions v. University of North Carolina, la Corte Suprema  anuló Grutter v. Bollinger (2003)  y Regents of the University of California v. Bakke (1978), decisiones anteriores que validaban la discriminación positiva en las admisiones universitarias siempre que la raza tuviera un papel limitado en las decisiones.
En 2013, Students for Fair Admissions (en adelante, SFFA) presentó una demanda contra la Universidad de Harvard en el Tribunal de Distrito de Estados Unidos en Boston, alegando que las prácticas de admisión de estudiantes de la universidad violaban el Título VI de la Ley de Derechos Civiles de 1964 al discriminar a los estadounidenses de origen asiático. En 2019, un juez de corte de distrito sostuvo que las admisiones por parte de Harvard eran conforme a derecho, alegando que no existía evidencia consistente en que hubiese un "ánimo discriminatorio" o "perjuicio doloso" en cuanto a las discriminaciones positivas basadas en raza en contra de los estudiantes de origen asiático. 
En 2020, el Tribunal de Apelaciones de Estados Unidos para el Primer Circuito confirmó el fallo del tribunal de distrito.  En consecuencia, ya en 2021, la SFFA presentó recurso antes el Tribunal Supremo.   Tras el nombramiento de la juez progresista Ketanji Brown Jackson, miembro de la Junta de Supervisores de Harvard en ese momento, los casos the Harvard y North Carolina University se dividieron y Jackson se abstuvo del caso de Harvard mientras participaba en el de North Carolina University. 
El 29 de junio de 2023, el Tribunal Supremo de los Estados Unidos emitió una decisión en el caso Harvard que, por una votación de 6 a 2 (faltaba la jueza Jackson por abstención), revocó el fallo del tribunal inferior. El tribunal, siendo John Roberts ponente de la sentencia, sostuvo que la acción afirmativa en las admisiones universitarias es inconstitucional.

## Antecedentes del caso
Los antecedentes históricos y legales del caso abarcan varias décadas, desde el caso Regents of the University of California v. Bakke de 1978, pasando por el caso Grutter v. Bollinger de 2003, hasta el caso Fisher v. University of Texas (2016) de 2016.  En Bakke, el Tribunal Supremo dictaminó  que la discriminación positiva podía utilizarse como factor determinante en la política de admisión a la universidad, pero que la cuota racial de la Facultad de Medicina de la Universidad de California en Davis era discriminatoria. El Tribunal confirmó este caso en Grutter v. Bollinger. Al mismo tiempo, la Corte dictaminó que el sistema de puntos utilizado por la Universidad de Michigan para favorecer a las minorías subrepresentadas era inconstitucional en Gratz v. Bollinger . El Tribunal anuló el caso Fisher v. University of Texas (2013) y confirmó la decisión del tribunal inferior de aplicar un escrutinio estricto a la política de admisión racial de la Universidad de Texas en Austin en Fisher v. University of Texas (2016). Las instituciones que reciben financiación federal, como la Universidad de Harvard, están sujetas al Título VI de la Ley de Derechos Civiles de 1964, que prohíbe la discriminación racial. 
Para muchos estudiantes estadounidenses de origen asiático, la discriminaqción positiva en estos ámbitos era una cuestión divisoria de la sociedad.    En las encuestas sobre discriminación positiva, las respuestas variaron según cómo se formulaba la pregunta, lo que sugiere ambivalencia. Entre demócratas y republicanos existe una división. 

## El Fallo del Tribunal Supremo
La SFFA solicitó a la Corte Suprema que revisara tanto la decisión del Primer Circuito en el caso de Harvard, que se centró en el impacto del proceso de admisión en los estadounidenses de origen asiático, como una decisión similar del Distrito Medio de Carolina del Norte, Students for Fair Admissions v. University of NC, et al., que se centró en el impacto en los solicitantes caucásicos y estadounidenses de origen asiático en la Universidad de Carolina del Norte y que había resultado en un fallo favorable a la discriminación positiva que practicaba la  universidad. Ambas peticiones buscaban que el tribunal revocara el caso Grutter v. Bollinger . En Harvard, la SFFA argumentaba si las prácticas de admisión de Harvard violaban el Título VI de la Ley de Derechos Civiles dados los posibles procesos de selección neutrales en cuanto a la raza, mientras que en Carolina del Norte, argumentaba si una universidad puede rechazar un proceso de admisión neutral en cuanto a la raza si cree que necesita proteger la diversidad del cuerpo estudiantil y la calidad de la educación.  
El Tribunal Supremo admitió ambos casos a trámite el 24 de enero de 2022 y los consolidó bajo Harvard . Después de que Ketanji Brown Jackson testificara durante su audiencia de confirmación que se abstendría del caso porque es miembro de la Junta de Supervisores de Harvard, el tribunal Supremo separó los casos, permitiéndole participar en el caso de la Universidad de Carolina del Norte.  

### Opiniones

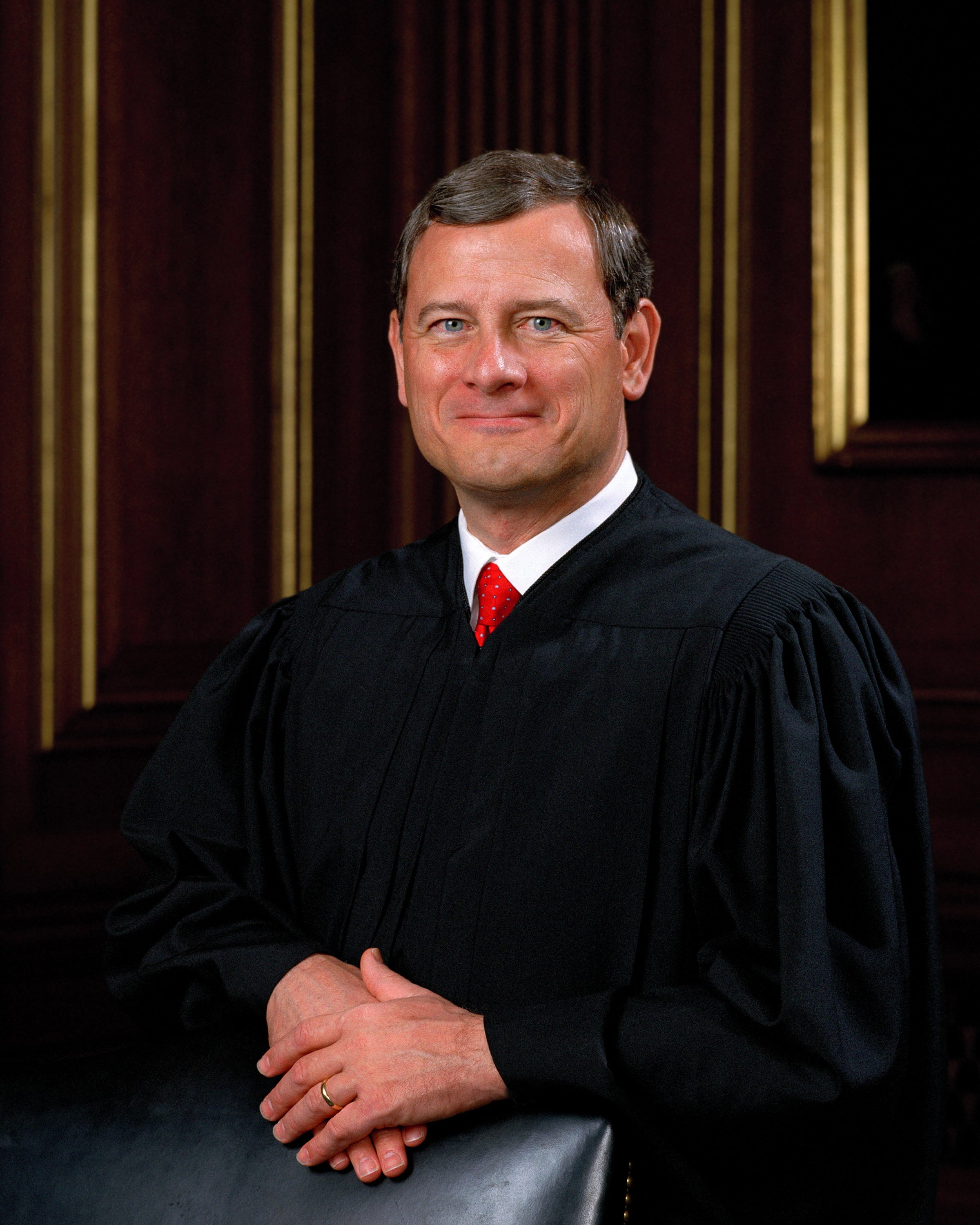
El presidente del Tribunal Supremo, John Roberts, fue ponente en la sentencia.

Tanto el caso Harvard como Carolina del Norte se decidieron conjuntamente el 29 de junio de 2023, y el Tribunal dictaminó que las admisiones basadas en la raza adoptadas tanto por la Universidad de Harvard como por la UNC eran inconstitucionales según la Cláusula de Igual Protección de la Decimocuarta Enmienda . Jackson se había abstenido en Harvard, lo que resultó en una votación de 6 a 2, mientras que se unió a los disidentes en Carolina del Norte, lo que resultó en una votación de 6 a 3 en este caso.  La opinión mayoritaria, sostuvo que el uso de la raza no era un interés imperioso y que los medios por los cuales las escuelas intentaban lograr la diversidad (siguiendo estadísticas raciales simples) tenían poca o ninguna relación con los objetivos declarados (diversidad intelectual y desarrollo de un liderazgo futuro diverso). Se observó, sin embargo, que esta prohibición del uso de la raza para decidir quién sería aceptado no impedía que las universidades consideraran la discusión de un estudiante sobre cómo su raza ha impactado su vida "siempre que esa discusión esté vinculada concretamente a una cualidad de carácter o habilidad única que el solicitante en particular puede aportar a la universidad". 

#### Opinión mayoritaria
El juez Roberts señaló que la Cláusula de Igual Protección de la Decimocuarta Enmienda se aplica «sin tener en cuenta ninguna diferencia de raza, color o nacionalidad» y, por tanto, debe aplicarse a todas las personas. Como tal, «eliminar la discriminación racial significa eliminarla en su totalidad», añadiendo que «la garantía de igual protección no puede significar una cosa cuando se aplica a un individuo y otra distinta cuando se aplica a una persona de otro color».

#### Votos particulares disidentes
En una opinión disidente a la que se adhirieron los jueces Kagan y Jackson, la juez Sotomayor escribió que "ignorar la raza no igualará a una sociedad que es por motivos raciales ya desigual. Lo que era cierto en la década de 1860, y nuevamente en 1954, es cierto hoy: la igualdad requiere el reconocimiento de la desigualdad". Sotomayor señaló que la interpretación de la Decimocuarta Enmienda que hace la opinión mayoritaria de Roberts y sus compañeros "no sólo es contraria a los precedentes y a todas las enseñanzas de nuestra historia... sino que también se basa en la ilusión de que la desigualdad racial era un problema de una generación diferente". 

## Impacto

### Admisiones universitarias
| Carrera  | Clase de 2027 (Previo al caso SFFA contra Harvard) | Clase de 2028 (Después del caso SFFA contra Harvard) | % Cambiar |
| -------- | -------------------------------------------------- | ---------------------------------------------------- | --------- |
| Blanco   | 38%                                                | 37%                                                  | -2%       |
| asiático | 40%                                                | 47%                                                  | 17%       |
| Negro    | 15%                                                | 5%                                                   | -66%      |
| hispano  | 16%                                                | 11%                                                  | -31%      |

| Carrera                | Blanco | Negro | asiático | latino |
| ---------------------- | ------ | ----- | -------- | ------ |
| Yale                   | 4%     | 0%    | -6%      | 1%     |
| Dartmouth              | 4%     | 1%    | 1%       | -3%    |
| Princeton              |        | 0     | 2        | -1%    |
| Marrón                 | -3%    | -6%   | 4%       | -4%    |
| Cornell                | -1%    | 4%    | 2%       | -6%    |
| Universidad de Harvard |        | -4%   | 0%       | -2%    |
| Columbia               |        | -8%   | 9%       | -3%    |

### Citas
1. ↑  Sherman, Mark (29 de junio de 2023). «Divided Supreme Court outlaws affirmative action in college admissions, says race can’t be used». Associated Press. Archivado desde el original el 29 de junio de 2023. Consultado el 20 de julio de 2024.
2. ↑  Aditi Sangal, Adrienne Vogt, Sydney Kashiwagi, Matt Meyer and Tori B. Powell (30 de junio de 2023). «June 29, 2023 Supreme Court affirmative action decision». CNN. Archivado desde el original el 2 de julio de 2023. Consultado el 2 de julio de 2023. «The Supreme Court ruled Thursday that colleges and universities can no longer take race into consideration as a specific basis in admissions — a landmark decision that overturns long-standing precedent that has benefited Black and Latino students in higher education. [...] The Supreme Court ruled Thursday that colleges and universities can no longer take race into consideration as a specific basis in admissions — a landmark decision that overturns long-standing precedent that has benefited Black and Latino students in higher education.»
3. ↑  Deliso, Meredith (29 de junio de 2023). «Students react to landmark Supreme Court affirmative action decision». ABC News. Archivado desde el original el 2 de julio de 2023. Consultado el 2 de julio de 2023. «Students debated the fairness of a landmark Supreme Court decision on Thursday that sets new limits on race as a factor in admissions to public and private colleges and universities.»
4. ↑  «U.S. Supreme Court Issues Landmark SFFA College Affirmative Action Decision». jdsupra.com. JDSUPRA. 29 de junio de 2023. Archivado desde el original el 2 de julio de 2023. Consultado el 2 de julio de 2023. «On June 29, 2023, the U.S. Supreme Court issued a landmark decision on the use of race as a factor in collegiate admissions in two cases brought by Students for Fair Admissions (SFFA).»
5. ↑  «Corte Suprema de EEUU anula discriminación positiva en admisiones universitarias». Independent Español. 30 de junio de 2023. Consultado el 20 de noviembre de 2024.
6. ↑  Supreme Court of the United States, 2023, p. 23.
7. ↑  Watson, Bill (25 de agosto de 2023). «Did the Court in SFFA Overrule Grutter?». Notre Dame Law Review Reflection (99).
8. ↑  «Students for Fair Admissions v. President of Harvard Coll., 980 F.3d 157 | Casetext Search + Citator». casetext.com. Consultado el 5 de noviembre de 2023.
9. ↑  Pazzanese, Christina (29 de junio de 2023). «Harvard united in resolve in face of Supreme Court's admissions ruling». The Harvard Gazette (en inglés estadounidense). Archivado desde el original el 30 de junio de 2023. Consultado el 8 de julio de 2023.
10. ↑  Liptak, Adam (24 de enero de 2022). «Supreme Court Will Hear Challenge to Affirmative Action at Harvard and U.N.C.». The New York Times (en inglés estadounidense). ISSN 0362-4331. Archivado desde el original el 1 de febrero de 2022. Consultado el 24 de enero de 2022.
11. 1 2  Howe, Amy (22 de julio de 2022). «Court will hear affirmative-action challenges separately, allowing Jackson to participate in UNC case». SCOTUSblog (en inglés estadounidense). Archivado desde el original el 24 de julio de 2022. Consultado el 24 de julio de 2022.
12. ↑  Shaw, Jonathan (29 de junio de 2023). «Supreme Court Bans Race-Conscious Admissions». Harvard Magazine. Archivado desde el original el 29 de junio de 2023. Consultado el 29 de junio de 2023.
13. ↑  Riley, Jason (8 de octubre de 2019). «Harvard's Asian Quotas Repeat an Ugly History». The Wall Street Journal. Archivado desde el original el 14 de mayo de 2020. Consultado el 29 de junio de 2023.
14. ↑  Camera, Lauren (12 de octubre de 2018). «A Community Divided». U.S. News and World Report. Archivado desde el original el 3 de junio de 2023. Consultado el 29 de junio de 2023.
15. ↑  Yam, Kimmy (25 de enero de 2022). «Experts say framing affirmative action as anti-Asian bias is 'dangerous'». NBC News. Archivado desde el original el 29 de junio de 2023. Consultado el 29 de junio de 2023.
16. ↑  Igielnik, Ruth (29 de junio de 2023). «Views on affirmative action are split along racial and political lines.». The New York Times. Archivado desde el original el 29 de junio de 2023. Consultado el 29 de junio de 2023.
17. ↑  «Students for Fair Admissions Petitions SCOTUS to Take Up Suit Against Harvard's Race-Conscious Admissions». The Harvard Crimson. Archivado desde el original el 26 de mayo de 2022. Consultado el 28 de febrero de 2021.
18. ↑  Writer, Colleen Walsh Harvard Staff (17 de mayo de 2021). «Harvard argues admissions suit isn't worthy of Supreme Court review». Archivado desde el original el 1 de junio de 2022. Consultado el 18 de mayo de 2021.
19. ↑  «What happened on Day 3 of Judge Ketanji Brown Jackson's confirmation hearings». NBC News (en inglés). 24 de marzo de 2022. Archivado desde el original el 14 de abril de 2022. Consultado el 14 de abril de 2022.
20. ↑  «Supreme Court guts affirmative action in college admissions». POLITICO (en inglés). 29 de junio de 2023. Archivado desde el original el 29 de junio de 2023. Consultado el 29 de junio de 2023.
21. 1 2  «Supreme Court bans colleges from considering race in admissions». The Independent (en inglés). 29 de junio de 2023. Archivado desde el original el 29 de junio de 2023. Consultado el 29 de junio de 2023.

- Datos: Q20715426
- Multimedia: Students for Fair Admissions v. Harvard / Q20715426